# Alajos Hauszmann

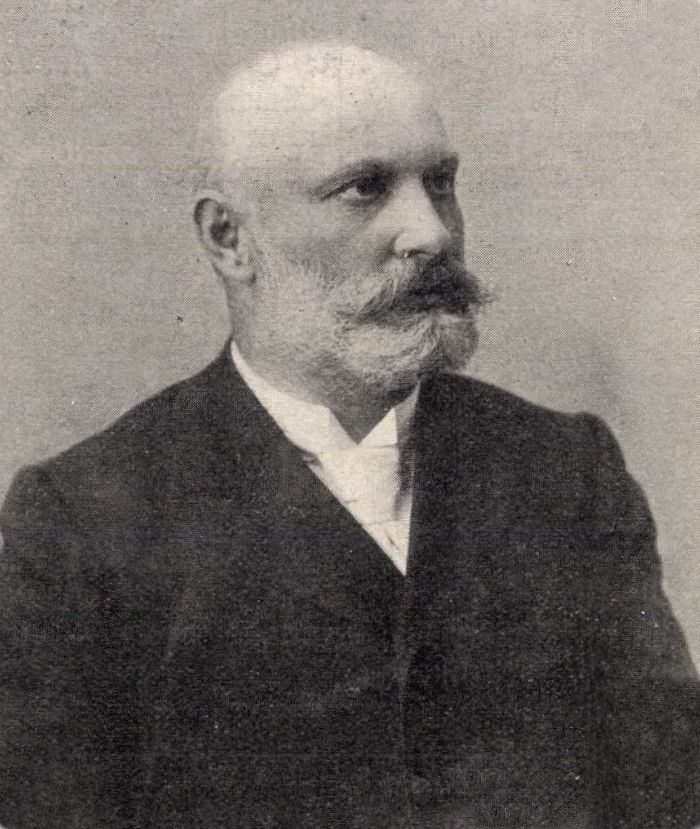
Alajos Hauszmann (1914)

Alajos Ferencz Hauszmann, seit 1918 Hauszmann von Velencze (* 9. Juni 1847 in Ofen, Kaisertum Österreich; † 31. Juli 1926 in Velence) war ein österreich-ungarischer Architekt des Historismus.

## Leben
Zur Familie Hauszmann ergibt sich aus den Budapester Kirchenbüchern folgendes Bild: Die frühesten bekannten Vorfahren lebten in der ersten Hälfte des 18. Jahrhunderts in Óbuda (heute ein Stadtteil von Budapest) und nannten sich Hoszmann, Hazmann oder Haszmann. Franz Xaver Haszmann (geb. 1789 in Óbuda), der Großvater von Alajos Ferencz Hauszmann, zog nach Buda (Újlak) um. Franz Xaver Hauszmann (1816 Buda Újlak -1863 Buda Alsóviziváros), der Vater von Alajos Ferencz Hauszmann, war ein Kaufmann, der am 10. November 1843 das Bürgerrecht der Stadt Buda erhielt. Am 18. Mai 1844 heiratete er in Buda (Alsóviziváros) Anna Maar. Alajos Ferencz Hauszmann wurde 1847 in Buda (Alsóviziváros) geboren. Er hatte vier Geschwister: Hermina (1845–1929), Ferenc (1850–1918), Emericus (1852) und Kornélia (1854–1937).
Nach dem Abitur arbeitete Alajos kurz als Maurer und schrieb sich 1864 im Alter von gerade mal 16 Jahren für ein Architekturstudium am Königlich Ungarischen Josef-Polytechnikum ein. 1866 wechselt er an die Berliner Bauakademie, wo er u. a. mit Ödön Lechner zusammentraf. Zurück in Budapest übernahm er 1868 eine Dozentenstelle an der Technischen Hochschule. 1869 bis 1870 führte ihn eine Studienreise durch Deutschland, Frankreich und Italien, wobei besonders die italienischen Architektur der Renaissance einen nachhaltigen Einfluss auf ihn ausübte. 1870 arbeitete er kurz im Büro des Budapester Architekten Antal Skalnitzky, machte sich aber noch im gleichen Jahr selbständig.
Im Alter von 25 Jahren erhielt er 1872 eine Professur an der Architekturfakultät der nunmehr umbenannten Josef-Universität für Technik und Wirtschaftswissenschaften. Während der 1870er Jahre erhält er einige bedeutende private Aufträge: u. a. baut er Wohnblöcke auf der Sugárút (heute Andrássy út), und am Großen Ring (Nagykörút). Er entwarf und baute auch einige Stadtpalais. 1874 heiratete Hauszmann. Seine Tochter Gisella heiratete 1899 den Budapester Architekten Dezső Hültl.
In den 1880er Jahren erhält er einige Großaufträge vom ungarischen Staat und der Stadt Budapest. Die Bauten für die Oberrealschule in der Markó utca (1884), das Industrietechnikmuseum (1887) und der Hauptstädtische Gerichtshof auf der Markó utca (1888) folgen dem gleichen Stil, wenn auch in einem größeren Maßstab. Im Vergleich zu diesen Bauten nehmen sich seine Entwürfe während der 1890er Jahre sehr monumental und mit Barockelementen überladen aus. Das New York Hotel und das gleichermaßen reich ornamentalisierte Café wurden zu Symbolen Budapests.
Nach dem Tod des Hofarchitekten Miklós Ybl (1814–1891) übernahm Alajos Hauszmann für anderthalb Jahrzehnte die architektonische Leitung für die Erweiterungsarbeiten der Königlichen Burg und prägte ihr heutiges neobarockes Erscheinungsbild. Sein letzter großer Bau ist das direkt am Donauufer gelegene Hauptgebäude der Technischen Universität (1905–1909), das im Ganzen zwar noch einen neobarocken Entwurf darstellt, im Detail aber durch reduziertere Jugendstilelemente geprägt ist. 1912 bekam Hauszmann das Großkreuz des Franz-Joseph-Ordens verliehen und er ging noch im selben Jahr in den Ruhestand. Es folgte eine längere Reise nach Ägypten und ins Heilige Land (1914).
In Anerkennung seiner Arbeit wurde er am 10. März 1918 von König Karl IV. mit dem Namenszusatz von Velencze geadelt. Zudem wurde er 1924 zum Ehrenmitglied der Ungarischen Akademie der Wissenschaften ernannt. Hauszmann starb 1926 im Alter von 79 Jahren in Velence. Er liegt auf dem Kerepescher Friedhof in Budapest begraben.

## Werk

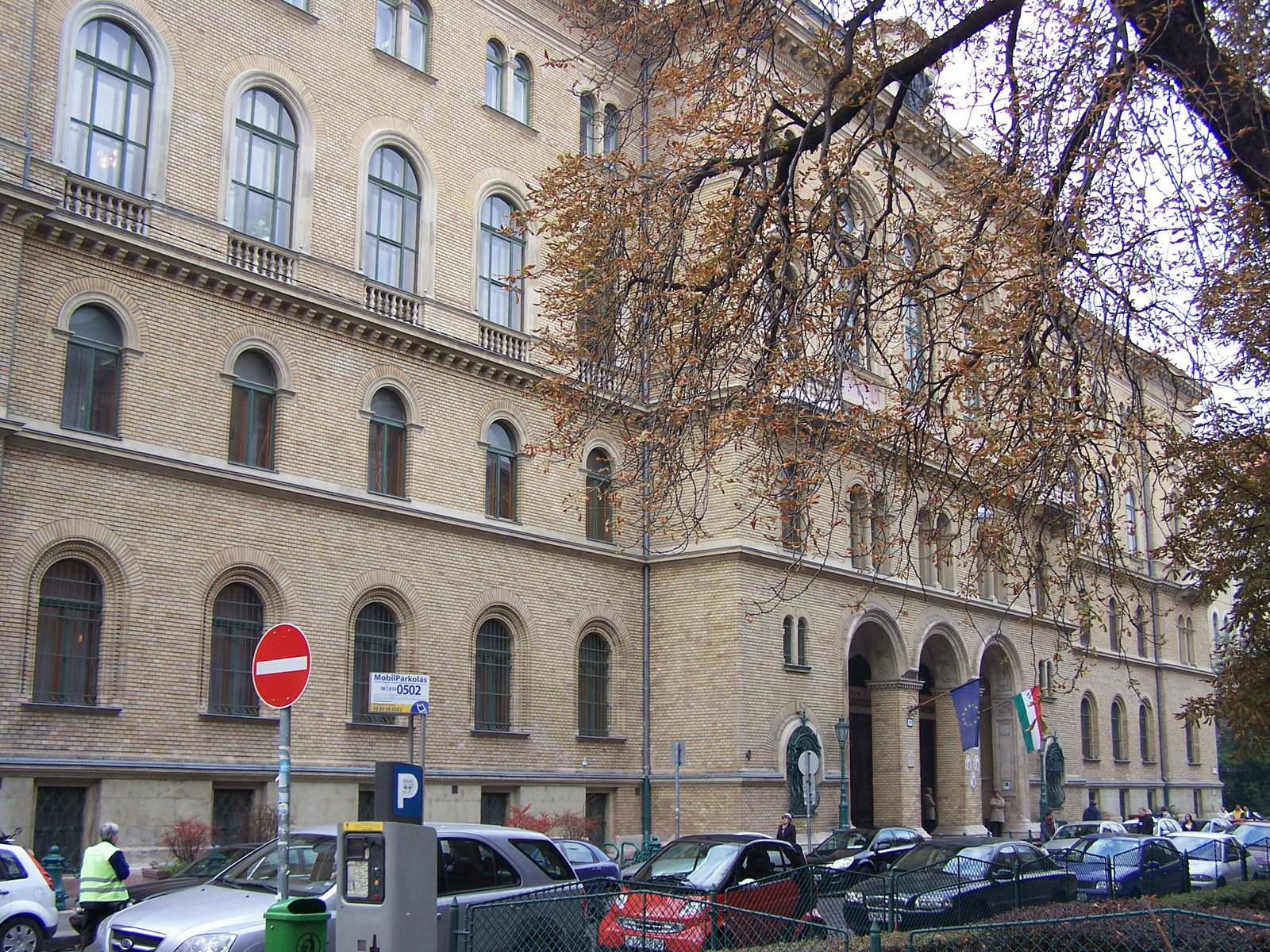
Hauptstädtisches Gericht (1890)

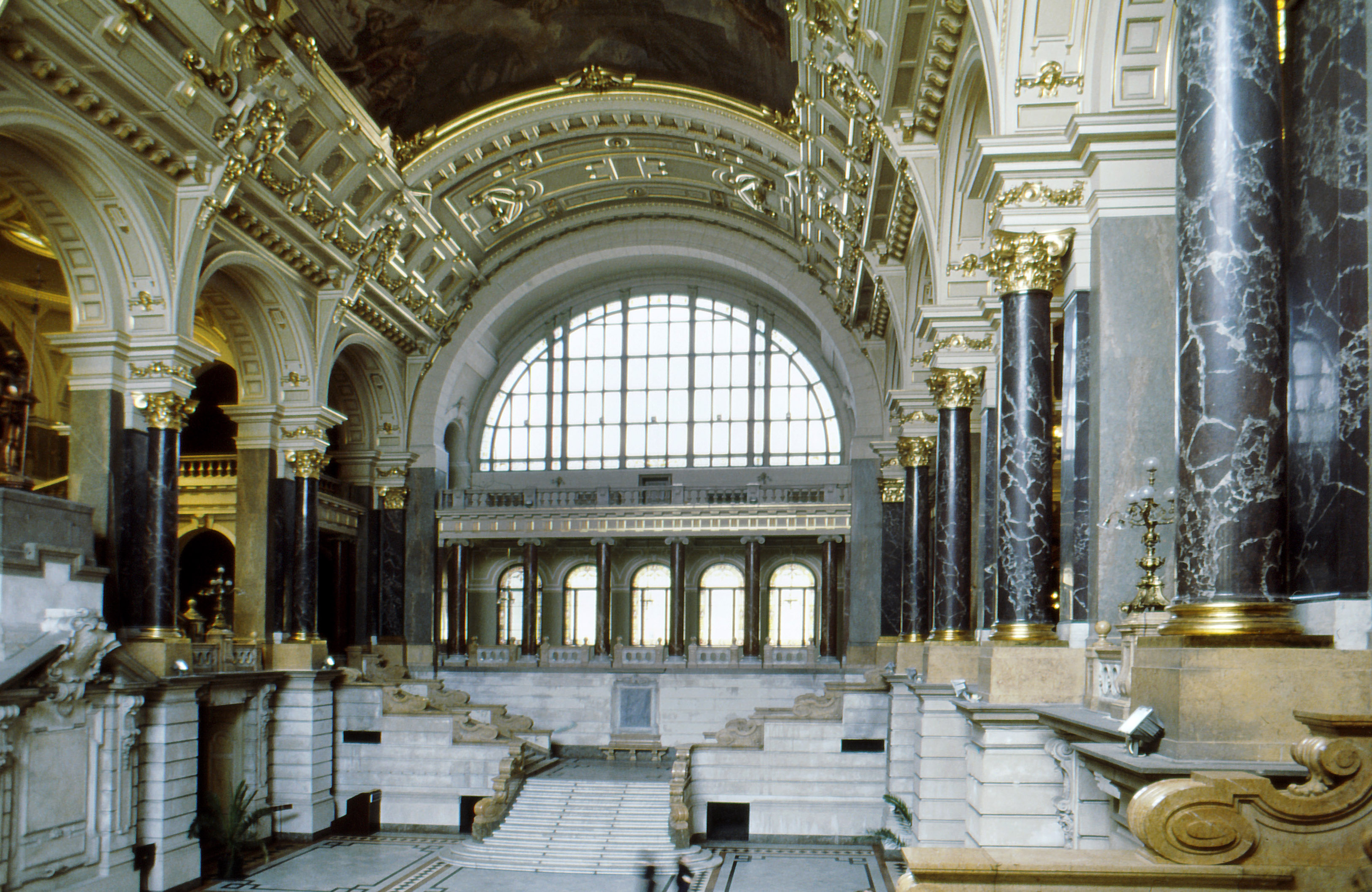
Halle des Justizpalastes (1896)

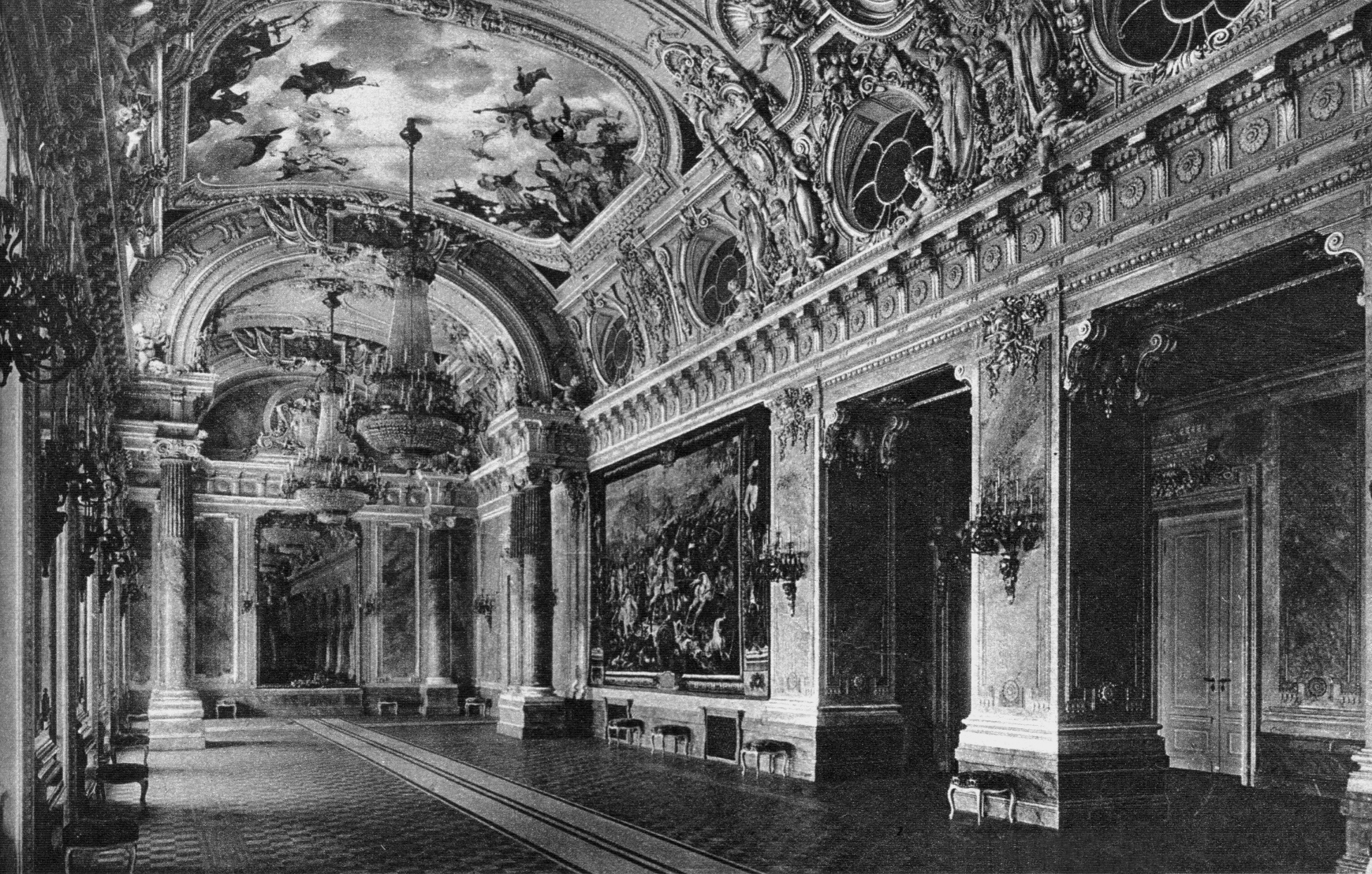
Teil des Speisesaals im Nordflügel des Burgpalastes (1896, zerstört 1945)

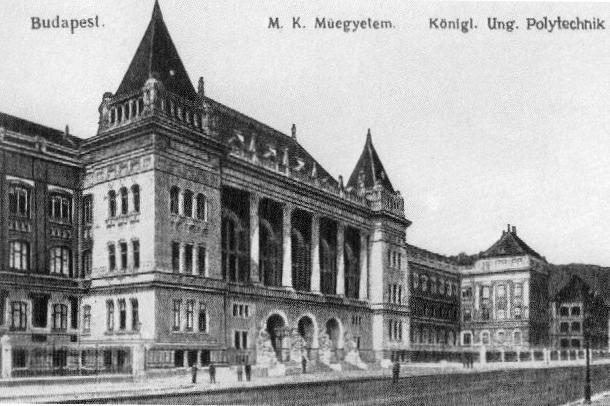
Hauptgebäude der Technischen Universität (1909)

Alajos Hauszmann war einer der produktivsten Budapester Architekten zwischen Gründerzeit und Jahrhundertwende. Seine frühen Bauten kennzeichnen sich durch eine an die italienische Renaissance anlehnenden Neorenaissance; später verwendete er mehr und mehr Stilelemente des Neobarock und im Ansatz auch der Secession. Als Architekt vieler öffentlicher Gebäude, sowie großer Villen, Privat- und Geschäftshäuser wirkt sein Einfluss noch heute auf das Budapester Stadtbild. Über seine letzten Bauten veröffentlichte er eigene Berichte.
Hauszmann unterrichtete an der Technischen Universität für 40 Jahre. Zu seinen Schülern zählten u. a. Ignác Alpár, Kálmán Giergl, Dezső Hültl, Flóris Korb, Antal Palóczy, Samu Pecz und Emil Tőry.

### Bauten und Entwürfe
- 1872–1873: Kiosk, Erzsébet tér, Budapest,
- 1873–1876: Innenraumgestaltung, Schloss Nádasdy, Nádasdladány,
- 1876–1878: Schloss György Kégl, Csalapuszta, Székesfehérvár (Stuhlweißenburg),
- 1878–1879: Palais Kégl, Budapest,
- 1878–1880: Fassadengestaltung, Komitatssitz, Szombathely,
- 1878–1880: St.Stephans-Hospital (Szent István Kórház), Budapest,
- 1881–1883: Österreichisch-Ungarischen Bank, Szombathely,
- 1882–1884: St. Elisabeth-Hospital (Szent Erzsébet Kórház), Budapest,
- 1883–1884: Oberrealschule (Főreáliskola), Budapest,
- 1883–1884: Pädagogische Hochschule, Budapest,
- 1884–1885: Palais Batthyány, Budapest,
- 1884–1886: Staats-Mädchenschule, Sopron,
- 1884–1889: Pathologisches Institut der Babeș-Bolyai-Universität, Cluj-Napoca (Klausenburg),
- 1885–1886: Stefánia-Yacht Club, Balatonfüred,
- 1886–1887: Gerichtsmedizinisches Institut der Semmelweis-Universität, Budapest,
- 1887–1889: Nebengebäude der Technischen Hochschule, Budapest,
- 1888–1890: Hauptstädtisches Gericht (Fővárosi Bíróság) und Strafanstalt, Budapest,
- 1889–1890: Schloss Kálmán Széll, Rátót,
- 1890–1894: Komitatskrankenhaus, Nitra,
- 1890–1894: New York Hotel und Café New York, Budapest,
- 1891–1905: Erweiterung Burgpalast, Budapest,
- 1892–1893: Allgemeines Hospital, Cluj-Napoca,
- 1893–1896: Königlich ungarischer Justizpalast, Budapest,
- 1893–1897: Statthalterpalast, Fiume (heute: Historisches Museum des kroatischen Küstenlandes),
- 1902–1909: Hauptgebäude der Königlich-Ungarischen Joseph-Universität für Technik und Wirtschaftswissenschaften, Budapest

### Veröffentlichungen (Auswahl)
- 1884: Das Elisabeth-Spital errichtet durch den Verein vom rothen Kreuze in den Ländern der heil. Krone Ungarns, Khór, Budapest
- 1909: Die Neubauten des Königlich Ungarischen Josef-Polytechnikums, Hornyánsky Viktor, Budapest
- 1912: Die ungarische Königsburg, Budapest

## Ehrungen und Mitgliedschaften
- 1868: Mitglied, Ungarische Architektenkammer (MÉK)
- 1895: Assoziiertes Mitglied, Königliches Institut Britischer Architekten (RIBA)
- 1924: Ehrenmitglied, Ungarische Vereinigung angewandter und bildender Künstler (KÉVE)
- 1924: Ehrenmitglied, Ungarische Akademie der Wissenschaften (MTA)

### Ehrungen
- 1878: Ehrenbürger der Stadt Szombathely
- 1900: Großer Preis der Weltausstellung Paris
- 1905: Großkreuz Franz-Joseph-Orden und Adelsstand
- 2024: Benennung eines Asteroiden nach ihm: (552727) Hauszmann